# Осипов, Сергей Александрович (футболист)
Серге́й Алекса́ндрович О́сипов (10 июля 1978, Луга) — российский футболист, полузащитник и нападающий.
Воспитанник СДЮСШОР «Смена» (Санкт-Петербург), первый тренер — В. Варламов. В основной команде «Зенита» Осипов дебютировал 16 июля 1997 года в домашнем матче против воронежского «Факела». Всего в составе «Зенита» Сергей принял участие в 104 матчах, в которых забил 9 голов. Вместе с «Зенитом» Осипов стал обладателем Кубка России 1999 года, а также бронзовым призёром чемпионата России 2001 года. В 2003—2005 годах играл за московское «Торпедо». В 2005 году получил тяжёлую травму колена, полностью восстановился только к самой концовке сезона, но вернуть себе место в составе не смог и, благодаря дружбе с Алексеем Игониным, перешёл в одесский «Черноморец», в составе которого стал бронзовым призёром чемпионата Украины.
Играл в молодёжной сборной России.
Обладатель Кубка России (1999).